# Phương Kiệt
Phương Kiệt (方杰) là một nhân vật hư cấu trong tác phẩm Hậu Thủy hử của tác giả Thi Nại Am. Phương Kiệt được biết đến với việc giết chết Tích lịch hoả Tần Minh với sự giúp sức của phó tướng Đỗ Vi.

## Xuất thân
Phương Kiệt người Hấp Châu (An Huy ngày nay), là cháu đích tôn của Phương Hậu (chú Phương Lạp), do đó cũng là cháu của Phương Lạp. Phương Kiệt sử dụng một cây phương thiên hoạ kích, sức khoẻ và võ công hơn người.

## Chinh chiến tử trận
Phương Hậu bị Lư Tuấn Nghĩa giết chết, Phương Kiệt nóng lòng báo thù cho ông của mình nên đã được Phương Lạp điều đến huyện Thanh Khê, ở đó Phương Kiệt chạm trán quân tiên phong của Tống Giang (tức Tống Công Minh gồm: Chu Đồng, Hoa Vinh, Quan Thắng, Tần Minh. Phương Kiệt giao chiến với Tần Minh khoảng 30 hiệp, Đỗ Vi nhằm Tần Minh phóng một cây phi đao. Tần Minh né được song lại để lộ sơ hở để Phương Kiệt tận dụng và bị Phương Kiệt đâm chết.

Trận chiến sau đó, Phương Kiệt phải đấu với bốn tướng Hoa Vinh, Quan Thắng, Lý Ứng và Chu Đồng. Không địch lại, Phương Kiệt định quay ngựa rút lui, không ngờ Sài Tiến đang trá hàng trong quân đội Phương Lạp chặn lại đâm trúng một mũi thương, cùng với đó Yến Thanh từ phía sau xông tới đưa một đường đao kết liễu đời Phương Kiệt.